# La Mirada
La Mirada – miasto w Stanach Zjednoczonych, w stanie Kalifornia, w południowo-wschodniej części hrabstwa Los Angeles. Według spisu z 2010 ma 48 527 mieszkańców.
W La Mirada jest siedziba wyższej szkoły ewangelikalnej Biola University oraz La Mirada Theatre for the Performing Arts.

## Demografia
Według danych z 2010 roku, miasto liczyło 48 527 mieszkańców. Gęstość zaludnienia wynosiła 2 384 mieszk/km ². Rasowy skład La Mirada: ludność biała 29 462 (60,7%), Azjaci 8 650 (17,8%), Afroamerykanie  1 099 (2,3%), rdzenni Amerykanie 394 (0,8%), z wysp Pacyfiku 142 (0,3%), od innych ras 6 670 (13,7%) i z dwóch lub więcej ras 2 110 (4,3%). W tym Hiszpanie i Latynosi  19 272 osoby (39,7%).